# بيرتا بوك
بيرتا بوك (بالرومانية: Berta Bock)‏ هي معلمة موسيقى وملحنة رومانية، ولدت في 15 مارس 1854 في سيبيو في رومانيا، وتوفي بنفس المكان في 4 أبريل 1945.